# Beg for It
Albums de Hardcore Superstar
Dreamin'In A Casket
(2007) Split Your Lip
(2010)
Beg For It est le septième album de Hardcore Superstar, sorti en 2009.

## Track list
1. "This Worm's For Ennio" - 2:15
2. "Beg For It" - 3:57
3. "Into Debauchery" - 3:06
4. "Shades Of Grey" - 3:25
5. "Nervous Breakdown" - 4:00
6. "Hope For A Normal Life" - 5:22
7. "Don't Care About Your Bad Behaviour" - 4:34
8. "Remove My Brain" - 3:34
9. "Spit It Out" - 4:12
10. "Illegal Fun" - 4:00
11. "Take' Em All Out" - 4:24
12. "Innocent Boy" - 5:36